# Rogelio Naranjo
Rogelio Naranjo Ureño, conocido por su firma Naranjo (Peribán, Michoacán, 3 de diciembre de 1937 - Ciudad de México, 11 de noviembre de 2016) fue un caricaturista mexicano, conocido por sus cartones políticos publicados, desde 1976, en la revista Proceso y en el diario El Universal.
Estudió pintura en la Universidad Michoacana de San Nicolás de Hidalgo. Publicó sus primeros cartones en la revista Sucesos y el periódico El Día. Su primera exposición de dibujo y pintura la hizo en 1966. Publicó en las revistas El Mitote ilustrado, Siempre!, Proceso, La Garrapata, y en los diarios El Clarín y El Universal. Ganó el Premio Nacional de Periodismo de México en caricatura de 1977 y es ganador de la Bienal Internacional del Humor de La Habana, Cuba. En 1982 resultó ganador del Concurso de Caricatura Antiimperialista de Nicaragua. Recibió el premio a la trayectoria periodística Manuel Buendía.
Desde 1965, se dedicó a la caricatura, simultáneamente en El Gallo Ilustrado (del periódico El Día) y El Mitote Ilustrado, que dirigía Rius. Desde entonces colaboró en las revistas y periódicos Siempre!, Excélsior, Proceso y El Universal, entre otros. En 1968 codirigió La Garrapata.
En 2008 recibió el Premio La Catrina, en el Encuentro Internacional de Caricatura e Historieta, durante la Feria Internacional del Libro de Guadalajara, Jalisco.
Murió de un paro cardíaco en el Hospital Ángeles de Lindavista en la Ciudad de México la noche del 11 de noviembre de 2016.